# Lewisia cantelovii
Lewisia cantelovii är en källörtsväxtart som beskrevs av Howell. Lewisia cantelovii ingår i släktet Lewisia och familjen källörtsväxter. Utöver nominatformen finns också underarten L. c. serrata.

## Bildgalleri

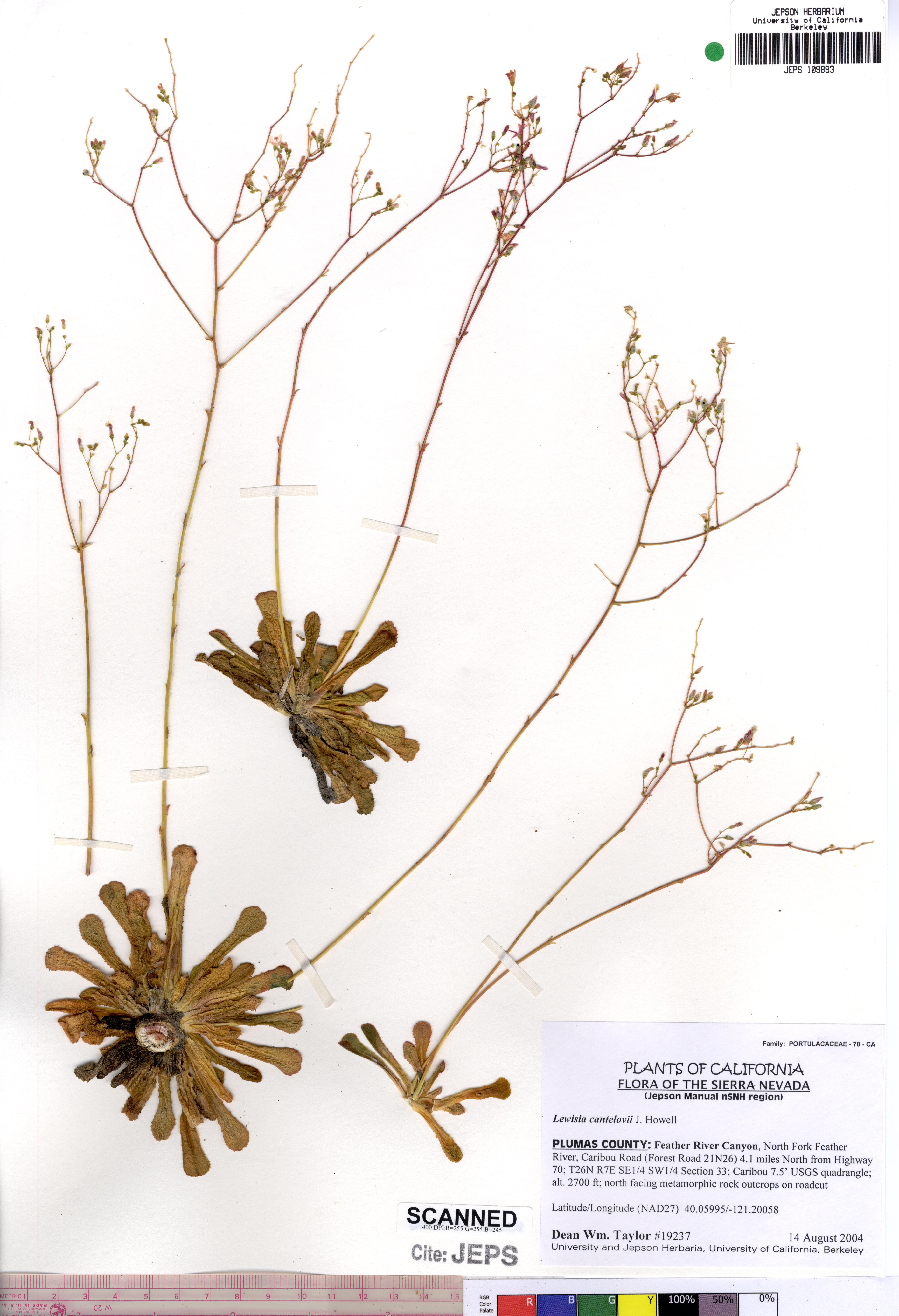